# Cyriocosmus blenginii
Cyriocosmus blenginii là một loài nhện trong họ Theraphosidae.
Loài này thuộc chi Cyriocosmus. Cyriocosmus blenginii được miêu tả năm 1998 bởi Pérez-Miles.